# Enterprise 450
L'Enterprise 450 de Sun Microsystems est un serveur moyen de gamme supportant les processeurs ultraSPARC II. Il est vendu au format tour ou rack moyennant un kit de transformation. Il occupe 12U en hauteur dans un rack.
Il a été remplacé par le serveur V480 de la série SunFire.